# کریستوفر دورست
کریستوفر دورست (انگلیسی: Christopher Dorst؛ زادهٔ june ۵, ۱۹۵۶ (۶۸ سال)) ورزشکار واترپلو اهل ایالات متحده آمریکا است.
وی در مسابقات کشوری و بین‌المللی در مجموع برندهٔ ۱ مدال نقره شده‌است.